# Mestský Futbalový Klub Dubnica
Il MFK Dubnica (nome completo Mestský Futbalový Klub Dubnica) è una società calcistica slovacca con sede nella città di Dubnica nad Váhom. Nella stagione 2011/12 milita nella 1. Slovenská Futbalová Liga, la seconda divisione del campionato slovacco di calcio.

## Cronistoria
- 1926 - Fondato come SK Dubnica
- 1948 - Rinominato ŠK Sokol Škoda Dubnica
- 1952 - Rinominato ŠK Sokol Vorošilov
- 1953 - Rinominato DŠO Spartak ŠK Dubnica
- 1962 - Rinominato TJ Spartak ŠK Dubnica
- 1965 - Rinominato TJ Spartak SMZ Dubnica
- 1978 - Rinominato TJ Spartak ZTS ŠK Dubnica
- 1993 - Rinominato FK ZTS Kerametal Dubnica
- 1999 - Rinominato FK ZTS Dubnica
- 2003 - Prima qualificazione alle coppe europee, Coppa Intertoto 2003
- 2008 - Rinominato MFK Dubnica

## Palmarès

### Competizioni nazionali
- 2. Liga (Slovacchia): 2

2000-2001, 2019-2020
- 3. Liga (Slovacchia): 1

2017-2018 (girone ovest)

### Altri piazzamenti
- Coppa di Slovacchia:

Semifinalista: 1998-1999